# Rolando Arjona Amábilis
Rolando Arjona Amábilis (* 21. März 1920 in Mérida; † 26. September 2014) war ein mexikanischer Maler, Bildhauer, Fotograf und Wappenkünstler. Er entwarf das Wappen des Bundesstaats Sinaloa und einiger dortiger Municipios, und war Direktor und Hochschullehrer der Escuela Nacional de Pintura, Escultura y Grabado „La Esmeralda“. 

## Biografie
Rolando Arjona, Sohn von Manuel Arjona Correa und seiner Ehefrau Nerí Amabilis Cámara, besuchte die Grundschule (Primaria) und die weiterführende Schule (Secundaria) in Mérida, sowie im Anschluss zunächst die von General Salvador Alvarado in Paseo de Montejo gegründete Kunstschule (Escuela de Bellas Artes) und dann die Escuela Popular de Arte von Yucatán, bevor er 1938 nach Mexiko-Stadt ging. Hier arbeitete er und lehrte an der „La Esmeralda“, die er später auch leitete. Arjona, der unter anderem als Vertreter des Murales gilt, wurde durch internationale Ausstellungen bekannt und wurde oft als „Pilger der Malerei“ (Peregrino de la Pintura) tituliert. Eines seiner bekannten Wandbilder, das der Fruchtbarkeitsgöttin („La Diosa de la Fertilidad“), befindet sich im Revolutionspark (Parque Revolución) der Universidad Autónoma de Sinaloa. Viele seiner Werke sind surrealistisch und expressionistisch geprägt. Seit 2004 lebte er in Cancún.

## Veröffentlichungen
- La Heraldica En El Escudo De Sinaloa, El Colegio de Sinaloa, ISBN 9789687448183 (9687448180)

## Auszeichnungen
- „Gran Orden del Mérito Autoral“, verliehen im Manuel M. Ponce-Saal des Palacio de Bellas Artes am 8. Januar 2003